# Ravioles
Le ravioles o raviolas sono un tipo di pasta tradizionale delle valli occitane nella provincia di Cuneo, come la Valle Varaita.

## Storia
Le ravioles venivano preparati durante le feste familiari e le occasioni speciali, fra cui i matrimoni, i battesimi e la quinquennale baìo di Sampeyre. Oggi sono riproposte in vari ristoranti delle valli occitane della provincia di Cuneo.

## Descrizione
Le ravioles sono gnocchi affusolati lunghi circa quattro centimetri e spessi quanto un dito. Le si prepara mescolando patate lesse, uova, e toma locale grattugiata. Vengono serviti molto caldi con burro e grana grattugiato.